# Dictyophara multireticulata
Dictyophara multireticulata är en insektsart som beskrevs av Étienne Mulsant och Claudius Rey 1855. Dictyophara multireticulata ingår i släktet Dictyophara och familjen Dictyopharidae. Utöver nominatformen finns också underarten D. m. sulphuricollis.